# Anthuridea
Los anturoideos (Anthuroidea) son un infraorden de crustáceos isópodos, anteriormente considerado como un suborden, Anthuridea. El grupo se caracteriza por "una forma corporal cilíndrica y alargada, sin placas coxales dorsales, y con un exópodo uropodal unido al pedúnculo proximal y dorsalmente". Hay más de 500 especies descritas en 57 géneros, distribuidas en seis familias:
- Antheluridae Poore & Lew Ton, 1988
- Anthuridae Leach, 1814
- Expanathuridae Poore, 2001
- Hyssuridae Wägele, 1981
- Leptanthuridae Poore, 2001
- Paranthuridae Menzies & Glynn, 1968